# Evolution (musikalbum av Barusta)
Evolution var Barustas enda fullängdsalbum och släpptes på Starboy/BMG 1998. Producerad av Mikael Herrström utom The Game som hämtades från EP:n med samma namn producerad av Ebbot Lundberg. Omslag: Nathalie Barusta. Musiker: Nathalie Barusta (sång, gitarr), Niklas Löfgren (gitarr), Carl Larsson (bas), Anders Göransson (trummor), Andreas Nilsson (gitarr på The Game), Johan Skugge (orgel på Common Lovin'), Goran Kajfeš (trumpet på Enlightenment /Beams).

## Låtlista
1. Evolution
2. A God
3. La La
4. Satellite
5. Love Affair
6. The Game
7. Common Lovin'
8. Dinosaur
9. Change
10. Doing So Much Time
11. Lightyears Ahead
12. Enlightenment / Beams